# Joseph François de Serre de Gras
Pour les articles homonymes, voir Serre (homonymie).
Joseph François Régis Camille de Serre de Saunier, marquis de Gras, né le 20 mai 1739 à Gras (Ardèche), mort le 21 avril 1805 à Paris, est un général de brigade de la Révolution française.

## États de service
Il entre en service le 20 mai 1754, comme enseigne au régiment de Champagne infanterie, il devient lieutenant le 1er septembre 1755, sert en Hanovre en 1757, en Allemagne en 1758, et il quitte le service la même année.
Il reprend son activité le 25 juin 1766, comme capitaine au régiment Royal-Picardie cavalerie, il passe capitaine titulaire le 5 mai 1772, et commandant en second dans le régiment de Vivarais le 24 mars 1772. En 1776, il est capitaine à la formation, et le 10 mai 1782, il est nommé lieutenant-colonel dans un régiment des cuirassiers. Il est fait chevalier de Saint-Louis en 1783.
Il reçoit son brevet de colonel le 21 octobre 1791, au 21e régiment de cavalerie à l’armée du Nord, puis le 18 février 1792, il passe au 18e régiment de cavalerie. Il est promu général de brigade le 8 mars 1793, à l’Armée des côtes de Brest, et il est suspendu de ses fonctions le 24 août 1793.
Il est remis en activité le 11 janvier 1795, dans le cadre de l'état-major général, et le 13 juin suivant il retourne à l’armée des côtes de Brest. destiné à un commandement temporaire le 17 septembre, il est chargé le 13 octobre 1795, de l'examen des objets destinés à l'équipement des troupes de la cavalerie confectionnés par les selliers de Paris. Il est mis en congé de réforme le 27 janvier 1797.
Le 13 janvier 1802, il devient membre du conseil d’administration de l’hôpital de Saint-Denis.
Il meurt le 21 avril 1815, à Paris.

## Sources
- (en) « Generals Who Served in the French Army during the Period 1789 - 1814: Eberle to Exelmans »
- (pl) « Napoléon.org.pl »
- Louis de la Roque et Edouard de Barthélemy, Catalogue des gentilshommes en 1789 et des familles anoblies, Paris, E. Dentu libraire, 1866, p. 22.
- Georges Six, Dictionnaire biographique des généraux & amiraux français de la Révolution et de l'Empire (1792-1814), Paris : Librairie G. Saffroy, 1934, 2 vol., p. 451-452